# Kodjoli (Kontcha)
Pour les articles homonymes, voir Kodjoli.
Kodjoli (ou Kotcholi) est un village de la commune de Kontcha situé dans la région de l'Adamaoua et le département du Faro-et-Déo, à la frontière avec le Nigeria.

## Population
En 1971, Kodjoli comptait 54 habitants, principalement Foulbe.
Lors du recensement de 2005, 361 personnes y ont été dénombrées.